# Frontlines: Fuel of War
Frontlines: Fuel of War è un videogioco sviluppato dai Kaos Studios (ex Trauma Studios, gli sviluppatori insieme alla Digital Illusions Creative Entertainment di Battlefield 2), pubblicato da THQ e distribuito nel 2008. Si tratta di uno sparatutto in prima persona disponibile per Xbox 360 e Microsoft Windows.

## Modalità di gioco
Frontlines: Fuel of War presenta tutte le caratteristiche di uno sparatutto tattico: buona giocabilità, longevità e scorrevolezza. Le missioni presentano una grande quantità di percorsi per arrivare al completamento: si può scegliere di utilizzare vari tipi di armamenti, veicoli e strategie. Nelle missioni sono indicati unicamente gli obiettivi: per il resto, si possono scegliere i sentieri da percorrere, gli armamenti ed i veicoli da usare. Ogni missione parte e termina con un breve filmato introduttivo; una volta sbarcati sul campo di battaglia la visuale passa in soggettiva e mostra la HUD, pulita, ben disegnata e poco invasiva. L'obiettivo da conseguire è segnalato direttamente su schermo con la relativa distanza, mentre in basso a sinistra si trovano tutte le altre informazioni: vitalità, caricatori, granate e posizione di combattimento. All'interno dei veicoli, la visuale è in prima e terza persona. Insieme al protagonista vi sono altri sei militari; se uno di questi decede ne apparirà un altro. Non è possibile impartire loro ordini, poiché essi si muovono autonomamente. A disposizione del giocatore vi sono anche piccoli droni volanti o cingolati da spedire come kamikaze o attaccanti tra le file nemiche.

## Multiplayer
Il Multiplayer è incentrato sul lavoro di squadra e sull'efficienza di tutti i giocatori.
Il gameplay della modalità Multiplayer è incentrato sul sistema di conquista: due fazioni si scontrano in una mappa di dimensioni variabili, con il compito di espugnare postazioni chiave contro il nemico. La conquista può essere effettuata sia stazionando per un certo periodo sulla postazione stessa, sia distruggendola con una carica esplosiva.
Le due fazioni possono essere divise ulteriormente in Team che lavorano coordinatamente per conquistare più checkpoint possibili; all'interno di un Team un caposquadra può impartire generici ordini ai suoi gregari.

## Missioni
Dopo aver fatto un'introduzione relativa agli eventi che hanno portato l'umanità sull'orlo dell'estinzione, il gioco ci proietta nell'azione. Siamo nel 2024: crisi economiche, governi in collasso, catastrofi, malattie e carestie senza precedenti hanno portato il caos in tutto il mondo. La causa del disastro è l'esaurimento dei principali pozzi petroliferi del mondo: ormai, tutto il petrolio rimasto sulla Terra è in mano a due superpotenze. Si tratta della Coalizione Occidentale (comprendente USA, Europa Occidentale e Turchia) e dell'Alleanza della Stella Rossa (che include Russia, Cina ed alcuni altri paesi asiatici e dell'Europa Orientale). La prima, come un'evoluzione dell'organismo NATO, è più tecnologica e sofisticata, mentre la seconda, che riprende l'URSS, è più votata alla superiorità numerica. Il gioco ci mette nei panni del Sergente Thompson, alla guida dei Randagi, una squadra speciale della Coalizione Occidentale.

### Calano le tenebre
La squadra Randagi riceve ordine dal Comando Centrale di Washington di pattugliare per due mesi una raffineria della CO in Turkmenistan, una regione a ridosso della Russia che sta per cedere il proprio petrolio alla Coalizione in cambio di protezione. I membri della squadra fanno la conoscenza di Andrews, un reporter di guerra dell'AN Press, che sta scrivendo un articolo sui dispiegamenti militari della Coalizione. Mentre atterrano alla raffineria, i Randagi sono attaccati da soldati della Stella Rossa, e l'elicottero precipita. Accerchiati, i Randagi perdono il capitano Anthony, e il comando passa a Thompson, cioè noi. I Randagi si difendono come possono e respingono i nemici; quindi ricevono ordine di eliminare una postazione antiaerea e di conquistare un'armeria di supporto. I Randagi riescono a compiere la missione, poi attaccano una postazione di sicurezza occupata dai soldati nemici; si impossessano infine di alcuni mezzi semi-corazzati LAAV, che usano per attaccare e conquistare alcuni impianti della raffineria e prendere tempo. Quando la missione sembra compiuta, i Randagi scoprono ancora una terribile realtà: Andrews, il reporter militare, e i soldati della Compagnia Alfa, che doveva dare loro il cambio per il turno di guardia, sono tenuti in ostaggio in un edificio a ovest della raffineria. I Randagi li liberano, quindi fuggono con un elicottero, non prima di aver distrutto Jeep nemiche, APC e carri armati.

### Capitani d'industria
La notizia dell'attacco a sorpresa dell'ARS ai danni della CO ha scioccato tutti. Basiti dalla notizia, i Randagi devono proseguire verso il Turkmenistan settentrionale: il Comando vuole che distruggano un'importante fabbrica di carri armati ARS vicino a un villaggio. L'attacco avrà due funzioni: darà tempo alle truppe CO in Europa di organizzarsi, e servirà da monito ai soldati ARS. I Randagi attaccano il villaggio che copre la fabbrica, affrontando soldati nemici e anche un corazzato. Preso il villaggio, i Randagi occupano lo scalo ferroviario usato come posto di guardia, scontrandosi con una pesante resistenza. Fatto ciò, i Randagi ripuliscono la fabbrica capannone per capannone e fanno saltare le fabbriche distruggendo anche un prototipo di nuovo carro armato, con la gioia del Comando. Terminata la missione, Andrews dà la notizia ai Randagi che la Cina e le nazioni asiatiche hanno assaltato la Turchia e l'isola di Taiwan, chiaro segno di un'alleanza con la Russia. Quindi ora la CO deve lottare contro due superpotenze come lei. Nel frattempo, tutta l'Europa Orientale è caduta in mano all'ARS.

### Operazione Incudine
I Randagi organizzano una ricognizione in incognito sul confine russo-cinese per quantificare le truppe cinesi e scegliere se attaccare prima la Russia o la Cina. Per la missione viene scelto proprio il Sergente Thompson, che si lancia in territorio nemico, da solo, per raccogliere informazioni. Thompson espugna diverse installazioni ARS di sorveglianza e fa arretrare i nemici. Dopo avere distrutto le difese AA e le stazioni radio cinesi, Thompson richiama a sé una squadra CO per farsi dare una mano ad occupare il villaggio antistante dalle truppe cinesi, e aprire un varco nelle loro difese. I Randagi liberano un deposito veicoli, una caserma e il centro del villaggio, quindi preparano delle difese improvvisate per ricevere le forze cinesi, che includono molti APC, carri armati, jeep e mezzi AA. Thompson riceve dal comando anche un'arma EMP per cacciare i carri nemici. Dopo un'ardua difesa, i Randagi hanno perso diversi uomini nell'operazione, ma resistono fino all'arrivo dei rinforzi corazzati della CO, che smantellano la base e si preparano ad accerchiare la Cina per devastarla, mentre i Randagi torneranno sui propri passi e continueranno l'attacco ARS in Europa.

### Cimitero nucleare
Dopo aver fermato l'espansione ARS in Europa, le forze CO passano al contrattacco con l'aiuto dei rinforzi arrivati dal Nordamerica, e iniziano a espugnare gli stati canaglia che si sono alleati con l'ARS. A questo punto, il Comando lancia l'operazione GraveYard, una gigantesca offensiva CO sul fronte Europeo-Russo per aprire un varco e marciare direttamente nel cuore del paese nemico. Per farlo, però, i rinforzi CO devono attraversare una grande e militarizzata regione-cuscinetto controllata dall'ARS, che ha al suo interno parecchie forze. La CO subisce non poche perdite, e molti carri vengono persi a causa degli attacchi dell'artiglieria termobarica russa. L'ARS è disposta a tutto per fermare l'avanzata occidentale, tanto da usare diversi ordigni tattici nucleari. Però i Randagi si aprono un corridoio attraverso le radiazioni e distruggono le postazioni nemiche, non senza fatica. Quindi si radunano con un'altra compagnia corazzata con l'ordine di distruggere un missile atomico diretto contro le capitali europee (gli USA sono invulnerabili contro le armi nucleari e atomiche grazie ad uno scudo spaziale) per rappresaglia. I Randagi penetrano nel cosmoporto e distruggono il razzo proprio nella sequenza di lancio finale. Tutta la regione davanti a Mosca è stata espugnata, e la CO avanza ulteriormente nel paese, scontrandosi contro altre forze ARS e subendo molte perdite, non superiori a quelle nemiche.

### Il re della collina
La CO si appresta a lanciare l'offensiva finale contro l'ARS, che inizia già a parlare di un trattato di pace con la CO. Tuttavia, il Comando declina l'"offerta" e manda i Randagi all'attacco. In tutta risposta, l'ARS ordina di sparare una testata EMP sullo scudo degli USA. Il missile arriva a destinazione, lo scudo regge la potente deflagrazione, ma si deve rigenerare.
Gli USA sono quindi temporaneamente vulnerabili:l'ARS decide di nuclearizzarla. I Randagi, supportati dai caccia alleati e da una compagnia corazzata, assediano "IL Gulag", un nascosto e inespugnabile bunker sotterraneo risalente alla Guerra Fredda, che ospita il QG dell'ARS. I Randagi riescono a distruggere le difese di superficie e penetrano nell'installazione. Thompson uccide anche un generale ARS, che li aveva precedentemente bombardati con armi termobariche. Uno dei Randagi innesca il razzo nucleare ARS. Controllata l'area, i Randagi attendono i tecnici CO, che affermano che il sistema non può più essere riprogrammato. Occorre quindi distruggere il missile prima ancora che parta. Con un trabocchetto, uno dei Randagi fa uscire gli altri soldati dalla base, e si sacrifica chiudendo le porte del silo di lancio. Il missile detona nella base, distruggendola e uccidendo il Randagio che era rimasto dentro.

### Vita di quartiere
La CO si appresta ad attaccare Mosca, in modo da sottomettere l'ARS. Col passare del tempo, la CO fa convergere altri rinforzi dall'Europa, e lancia un imponente attacco per conquistare la città moscovita. L'ultimo baluardo prima di Mosca è Kiev, capitale ucraina, che si è alleata con l'ARS. I Randagi vengono coinvolti nell'attacco. I sacrificabili rimasti ce la mettono tutta per sfondare le difese. Il primo obiettivo è di conquistare gli avamposti sul limitare della città, e poi i ponti che vi danno accesso. I Randagi riescono nel non facile compito, e gettano una testa di ponte per permettere alla CO di entrare in città. Col supporto dei Randagi, la CO conquista Kiev, impiegando moltissimi veicoli e velivoli d'assalto. La CO libera una caserma, un municipio e un centro di propaganda ARS.

### La storia si ripete
Col sopraggiungere dell'inverno, la CO si rende conto di non avere molto tempo prima che i russi, abituati alle fredde temperature, entrino in vantaggio con le truppe d'occupazione CO. Così il Comando lancia un attacco imponente a Mosca. In fretta e furia, la CO cinge d'assedio Mosca, e uccide milioni di cittadini russi, costretti a combattere contro gli occidentali. Ormai allo stremo, l'ARS si arrende, ben consapevole di essere sull'orlo della distruzione totale da parte dell'America. Frattanto, la Cina è già stata conquistata, e le nazioni sue alleate sono distrutte, sciolte o alleate adesso con la CO. La Coalizione occidentale, dopo vent'anni di conflitti, ce l'ha fatta e ha conquistato il predominio e le risorse rimaste. Uscite vincitrici da un altro grande conflitto mondiale, il Nord America e l'Europa si impongono come faro guida dell'umanità, superando la crisi energetica del petrolio e ricercando nuove tecnologie per guidare i sopravvissuti.

## Mezzi
Nel gioco sono presenti vari mezzi militari, per entrambe le fazioni. I mezzi della Coalizione Occidentale sono frutto di esperimenti su mezzi da combattimento futuristici veloci e tecnologici, mentre quelli dell'Alleanza della Stella Rossa sono surrogati di mezzi più vecchi usati all'inizio del secolo, per risparmiare. Le differenze fra i veicoli delle due fazioni è solo estetica e non influisce sul gameplay.

### Coalizione Occidentale
LVSLe LVS sono jeep militari quattro ruote motrici militari impiegate dalla Coalizione per pattugliare le raffinerie e attacchi mordi e fuggi. Lavorando insieme, gli ingegneri occidentali hanno unito i vantaggi dei VBL francesi, Fennek tedeschi e Humvve americani, unendo le eccellenze di questi mezzi nel progetto della LVS, un'auto corazzata dotata di mitragliatrice calibro 50 e un lanciamissili AT. Per sfuggire alle minacce missilistiche, le LVS sono dotate di lanciaesche Firefly e una cupola ruotabile a 360 gradi, nonché una blindatura media estesa a tutta la carrozzeria, e vetri inclinati blindati.
M7 RailmanQuesto veicolo corazzato di classe AA (Anti-Aircraft) è stato progettato per proteggere se stesso e i veicoli vicini da attacchi aerei da parte di mezzi a bassa e media altitudine, grazie ad un sistema di fuoco sincronizzato composto da 6 diverse mitragliatrici M71 Gatling automatizzate capaci di esplodere fino a 6000 colpi al minuto, e di un sistema missilistico AT-AA automatico ai laser infrarossi e termici che tracciano fino a 6 diversi bersagli aerei. La locomozione basata a ruote invece che a cingoli, gli preclude la possibilità di spostare indipendentemente il corpo superiore da quello inferiore, ma gli concede velocità di movimento maggiori, e la possibilità di spostarsi velocemente in posizione per fornire copertura. Il Railman è una difesa eccellente contro gli aerei della ARS, e spesso la sola presenza dissuade i piloti ARS dall'idea di attaccare.
M4 PowellL'M4 Powell è un IFV (Infantry Fighting Vehicle) su cingoli adoperato dalla Coalizione Occidentale, frutto dell'unione tra l'MA2A Bradley americano e il Centauro italiano: il Powell è dotato di un cannone primario da 35mm a ripetizione, derivata dal Bradley, e un sistema di tracciamento ed eliminazione minacce agli infrarossi, contro missili guidati, granate e mortai, l'ADCS (Automatic Defensive Countermeasure System) che si avvale di una piccola minigun per detonare prematuramente ogni razzo in avvicinamento. I cingoli e i sistemi di protezione riflessivi provengono invece dagli ingegneri italiani, che hanno lavorato a fondo per creare un veicolo potente, veloce, versatile e molto resistente. Il Powell è molto temuto dalla fanteria ARS, che lo ingaggia sempre da distanze ragguardevoli.
M18 FullerChiamato anche MIB o PitBull, il Fuller è l'ultimo ritrovato tecnologico del progetto statunitense di un carro MBT che punta tutto sul sistema di fuoco di precisione, una rinnovata agilità e velocità, che lo rendono sfuggente verso le minacce missilistiche. L'M18 Fuller è dotato di un potentissimo cannone R188 da 135 mm, in grado di frammentare qualunque corazzato ARS, grazie al cannone con la nuova tecnologia autopropulsa elettro-chimica che scarica sul proiettile il doppio dell'energia cinetica. La precisione del cannone R188 non ha eguali, e supera di gran lunga quella dei corazzati ARS e di inizio secolo. Il FULLER ha anche una buona corazza e un sistema elettronico di tutto rispetto e le sue mitragliatrici sono a comando remoto dall'interno del veicolo.
UH-66 SenecaIl Seneca è un elicottero da trasporto multifunzionale della Coalizione derivato dall'UH-50 BlackHawk, usato nell'inizio secolo dalle forze armate USA. Il Seneca è un elicottero destinato al trasporto truppe e supporto a terra attrezzato con due mitragliatrici laterali a operatività manuale Vulcan, protette dagli sportelli del telaio. Il Seneca necessita di un pilota per funzionare e accessoriamente di un copilota, ed impiega un sistema di tracciamento basato sulla temperatura dei veicoli nemici per segnalare i bersagli agli artiglieri.
AH67 MohawkIl Mohawk è un elicottero d'assalto di nuova generazione usato dalla Coalizione per scorta, pattugliamento, cacciacarri e supporto CAS. È il risultato di una collaborazione fitta fra ingegneri USA, tedeschi e svedesi, che hanno messo a punto un velivolo a bassa quota letale e soprattutto veloce e sfuggente. Ma sicuramente, l'innovazione più eccezionale del Mohawk è la sua tecnologia stealth: il Mohawk incorpora nel telaio sensori estesi a tutto il profilo del mezzo, compresi i cupolini del cockpit e le eliche.  Il Mohawk può operare in due modalità: Assalto e Stealth. In modalità Assalto, il velivolo espone i propri missili dalle alette interne, e porta tutti i sistemi d'arma online e pronti all'impegno. Questo però aumenta il calore prodotto, e quindi dalla tracciabilità, e diminuisce la velocità di crociera. Invece, in modalità Stealth, i sistemi non necessari vengono soppressi, e le alette si ripiegano custodendoli nel ventre dell'elicottero, nascondendo le armi e producendo pochissimo calore: in questo stato, l'elicottero è invisibile ai radar, e può essere sentito arrivare solo quando è già troppo vicino al bersaglio, ed è proprio questo che più incute timore nei soldati ARS. I Mohawk incorpora un sistema di mitragliatrici antifanteria Vulcan, due pod lanciarazzi sotto le alette, due pod per missili chirurgici Hallfire e un sistema di cannoncini laser per duelli aerei.
F\A 40 StalkerIl mezzo più pericoloso della Coalizione Occidentale. Definito come il miglior caccia da combattimento della Guerra del Petrolio, l'FA40, o semplicemente Stalker, è un caccia da superiorità aerea che eredita le capacità di combattimento degli F22 Raptor, F-35 e li unisce alla tecnologia dei bombardieri stealth B2. Lo Stalker ha un profilo aerodinamico e molto assottigliato: ciò significa che è più veloce, instabile e maneggevole, e può impiegare tecnologie stealth per nascondersi ai radar nemici. Ha mitragliatrici per il dogfighting, razzi e missili a medio e lungo raggio per le intercettazioni. Lo Stalker genera una sfera invisibile in grado di riflettere la luce e spezzarla, rendendolo invisibile e adatto a missioni di infiltrazione in territori nemici.

#### Alleanza Stella Rossa
GZ550: La GZ550, denominata anche "Linch", dai soldati occidentali, è l'ultimo risultato del programma di ricerca russo per un nuovo mezzo da combattimento leggero, da sostituire agli ormai obsoleti Vodnik. Sebbene la GAZ non introduca tecnologie rivoluzionarie, è una grande minaccia per la fanteria occidentale. La GAZ è armata con una mitragliatrice calibro 50. e un lanciagranate esplosivo, utilizzato contro la fanteria alleata con un rateo di fuoco pericolosamente alto. La corazza della GAZ è abbastanza salda da tenere a una granata ben assestata, tuttavia è comunque costruita con materiali meno resistenti della controparte occidentale.
BTZ110 "Kozak": Il Kozak deriva da una lunga serie di mezzi da combattimento di fanteria sovietici iniziata negli anni '60 e proseguita fino al 2035, nella guerra del petrolio. Al contrario degli ingegneri occidentali, che hanno investito tutto sulla creazione di nuove devastanti tecnologie, quelli russi hanno recuperato vecchi progetti dei vari BMP, BRDM e hanno aggiunto la capacità anfibia del BTR-90, usato ancora fino al 2017 per la sua potenza di fuoco e velocità. Il Kozak non è pari al Powell occidentale, tuttavia costituisce ancora una discreta minaccia sul campo. Progettato per il trasporto truppe, il Kozak è ben piantato, e resiste a diversi razzi AT prima di disattivarsi. È dotato di un cannone 25mm automatico rapido e di un lanciamissili filoguidato Relikt.
T-119 "BlackBear": Letteralmente "Orso Nero", il T-119 proviene anch'esso da una lunga serie di carri sovietici, iniziati fin dalla lontana Seconda Guerra Mondiale, col T-34, e proseguita nella guerra fredda, con i T-64 e T-72, per sfociare nei moderni T-90 e t-100. Per cercare di tenere testa ai corazzati occidentali, primo fra tutti l'M1A2 Abrams, ora in disuso, i russi svilupparono il Blackbear, che si rivelò una minaccia molto più concreta dei carri precedenti. Il Blackbear è dotato di un cannone da 150mm, una mitragliatrice a operatività manuale e un cannoncino Bofor coassiale al cannone. Il Blackbear è l'unico mezzo terrestre dell'ARS a possedere anche un lanciaesche per i missili AT. 
2S10 "Domovoi": Il Domovoi è diretto discendente del veicolo antiaereo russo "Shilka", che combina anche la capacità di fuoco del 22M Tunguska, precedentemente impiegato. Il Domovoi non può sfruttate alcun tipo di missile AA o di sofisticato sistema di allerta come l'occidentale Railman, ma sprigiona egual potenza di fuoco, grazie alle quattro canne esplosive e a una mini-piattaforma cingolata che spara razzi non-guidati, utili più ad allontanare i velivoli nemici che ad abbatterli. 
MI-11 "Condor": Il Condor è un grosso e pesante elicottero da trasporto polivalente usato dalla ARS, sviluppato seguendo i progetti del vecchio MI-8 sovietico. I cinesi ci hanno inserito un potente lanciaesche per liberarsi dai missili AA occidentali, con discreto successo. Progettato per il trasporto truppe dal- al campo di battaglia, esso non è armato e ha bisogno della scorta di altri velivoli, ma è più grosso del Seneca e può portare anche un carro armato qualsiasi altro velivolo terrestre, grazie al cavo da rimorchio. Questo ha ridotto i problemi logistici dell'ARS, mentre i soldati CO richiedono l'intervento di unità apposite, i convertiplani armati Griphoon, per il trasporto carri.
KA-55 "Rapace": Chiamato anche Kestrel o Chyper, il Rapace discende dall'elicottero d'assalto russo KA-52, usato fino al 2029, anno dell'entrata in servizio del Rapace. Rispetto al KA-52 il Rapace dispone di un'avionica più avanzata, un sistema di puntamento più intelligente e un HUD grafico. È armato con razzi, missili AT e AA, lanciaesche e una mitragliatrice frontale, ma non può ancora competere contro gli elicotteri occidentali, in primis per la mancanza dei sistemi stealth.
Su-48 "Terminator": A dispetto del suo soprannome, è solo una versione più veloce e meglio armata del vecchio Su-47 russo, usato fino al 2021. Il Terminator ha una vasta capacità di fuoco con missili diversi. Ha un lanciaesche, missili terra-aria e un cannone Gau antiterrestre, meno potente di quello occidentale ma con una riserva di munizioni più grande. 
L'ambientazione del videogioco è un futuro non troppo lontano, durante una nuova guerra mondiale in un pianeta sconvolto da una crisi energetica globale.
Nella tristemente verosimile cronologia del conflitto si ipotizza un aumento sempre più rapido del prezzo del greggio e, tra il 2009 ed il 2010, enormi problemi internazionali: una tremenda epidemia di aviaria, gravi conflitti in Sudamerica e l'imposizione della legge marziale in diversi Stati europei.
Tra il 2012 ed il 2014 il conflitto tra Sciiti e Sunniti in Medio Oriente sfocia in una guerra nucleare senza esclusione di colpi, mentre in Africa milioni di persone muoiono di fame in un regime di governo ovunque anarchico e in mezzo alla più grave carestia della storia dell'uomo.
Nel 2015 Cina, Russia e altri piccoli stati della zona formano l'Alleanza della Stella Rossa, atta a conservare al meglio le riserve di greggio oramai scarsissime in tutto il mondo, mentre anche i Paesi industrializzati sprofondano in una crisi delle dimensioni di quella del 1930.
Nel 2016 i paesi della NATO, insieme ad India, Afghanistan e Pakistan si concretizzano nella Coalizione Occidentale, organizzazione contrapposta alla Stella Rossa, mentre la Pandemia miete decine di milioni di vittime e gli stati si trasformano in regimi autoritari e di polizia.
Entra in funzione la Strategic Defense Initiative della neonata Coalizione.
Un anno dopo, nel 2017, si capisce che ormai le scelte sono poche: il Medio Oriente sprofonda in uno stato di desolazione tribale, il petrolio estratto è pochissimo e venduto a migliaia di dollari al barile, mentre la fame si avventa anche sui Paesi "ex-sviluppati".
Nel 2021 Coalizione e Stella Rossa stipulano un trattato di non aggressione, ma la Stella Rossa mette in funzione comunque un SDI suo e continua la corsa agli armamenti. Il mondo intorno muore di fame e per le epidemie mentre i governi crollano ovunque.
Nel 2024 la Stella Rossa ordina un attacco di paracadutisti sul Turkmenistan, in mano alla Coalizione. Le truppe prendono il controllo dei pochi pozzi di petrolio e delle raffinerie rimaste.
Poche ore dopo arriva la dichiarazione di guerra da parte di entrambe le superpotenze.